# Maurício Barbieri
Maurício Nogueira Barbieri (São Paulo, Estado de São Paulo, Brasil; 30 de septiembre de 1981) es un entrenador brasileño de fútbol. Actualmente está sin club.

## Trayectoria
Comenzó su carrera profesional en 2004 trabajando en las bases juveniles de Audax. En 2010 fue ascendido al primer equipo como asistente.
El 20 de septiembre de 2011, fue nombrado entrenador de Audax Rio, y logró llegar a la primera división del campeonato carioca el año siguiente como subcampeón del Campeonato Carioca Serie B. 
El 12 de noviembre de 2013, fue anunciado al frente del Red Bull Brasil. Después de lograr el ascenso del Campeonato Paulista Serie A2 y llevar al club a su primer campeonato de su historia, renovó su contrato por un año más, el 21 de septiembre de 2015. Sin embargo dejó el equipo al final de su contrato, y el 20 de febrero de 2017, reemplazó a Ney da Matta en Guarani.
El 23 de marzo de 2017, tras apenas seis partidos a cargo, dejó Guarani. Posteriormente estuvo a cargo del Desportivo Brasil antes de abandonar el club el 9 de enero de 2018, tras aceptar una oferta del Flamengo.
En Flamengo fue asistente de Paulo César Carpegiani, pero fue nombrado entrenador interino el 30 de marzo de 2018. El 29 de junio, después de 19 partidos a cargo, fue definitivamente designado entrenador hasta fin de año, pero fue destituido el 28 de septiembre, tras estar al frente del equipo durante 39 partidos en total.
El 1 de diciembre de 2018 fue nombrado entrenador del Goiás para la temporada 2019 en sustitución de Ney Franco, pero fue destituido el 21 de abril siguiente después de perder la final del Campeonato Goiano.
El 10 de diciembre de 2019 fue designado al frente de Sportivo Alagoano, pero fue destituido el 10 de febrero de 2020 después de solo seis partidos dirigidos.
El 2 de septiembre, se hizo cargo de Red Bull Bragantino para dirigirlo en el Brasileraõ, reemplazando al despedido Felipe Conceição. Luego de levantar al equipo en la posición 17 lo llevó a una décima posición final en la temporada, clasificándose a la Copa Sudamericana 2021 donde llegó a la final pero perdió ante el Athletico Paranaense. El 10 de noviembre de 2022 tras una temporada decepcionante en general, fue despedido.
El 6 de diciembre de 2022, fue nombrado entrenador del Vasco da Gama también en la máxima categoría.Fue despedido el 23 de junio de 2023, con el club en la zona de descenso de la Série A 2023.
El 8 de febrero de 2024, fue confirmado como entrenador del FC Juárez.El 29 de octubre, fue relevado de sus funciones a tres fechas del final del torneo.
El 17 de diciembre de 2024, asumió al frente del Athletico Paranaense de cara a la temporada 2025. El 4 de mayo de 2025, fue destituido de su cargo después de una serie de malos resultados en la Série B.

## Estadísticas como entrenador
| Club                 | País      | Año       | PJ  | PG  | PE  | PP     | Rendimiento |
| -------------------- | --------- | --------- | --- | --- | --- | ------ | ----------- |
| Audax Rio            | Brasil    | 2011-2013 | 88  | 43  | 21  | 24     | 56.81%      |
| Red Bull Brasil      | 2013-2016 | 78        | 36  | 19  | 23  | 54.27% |             |
| Guarani              | 2017      | 6         | 1   | 4   | 1   | 38.89% |             |
| Desportivo Brasil    | 2017-2018 | 17        | 9   | 3   | 5   | 58.82% |             |
| Flamengo             | 2018      | 38        | 18  | 12  | 8   | 57.9%  |             |
| Goiás                | 2019      | 20        | 14  | 2   | 4   | 73.33% |             |
| América Mineiro      | 2019      | 7         | 1   | 2   | 4   | 23.81% |             |
| Sportivo Alagoano    | 2020      | 6         | 2   | 1   | 3   | 38.89% |             |
| Red Bull Bragantino  | 2020-2022 | 160       | 63  | 47  | 50  | 49.17% |             |
| Vasco da Gama        | 2023      | 24        | 9   | 4   | 11  | 43.06% |             |
| FC Juárez            | México    | 2024      | 28  | 8   | 4   | 16     | 33.33%      |
| Athletico Paranaense | Brasil    | 2024-2025 | 24  | 12  | 7   | 5      | 59.72%      |
| Total                | Total     | Total     | 496 | 216 | 126 | 154    | 52.02%      |